# اطمینان
اطمینان احساس باور یا اعتماد به این است که یک شخص یا یک چیز قابل اعتماد است. اعتماد به نفس باور به خود است. اعتماد به نفس شامل این باور مثبت است که فرد به‌طور کلی می‌تواند آنچه را که می‌خواهد در آینده انجام دهد. اعتماد به نفس با عزت نفس، که ارزیابی ارزش فرد است، یکسان نیست. اعتماد به نفس با خودکارآمدی - که باور به توانایی فرد برای انجام یک کار یا هدف خاص - مرتبط است. اطمینان می‌تواند یک پیشگویی خودکام‌بخش باشد، زیرا افرادی که فاقد این احساس هستند ممکن است به دلیل نداشتن آن شکست بخورند، و کسانی که این حس را ممکن است به همین دلیل و نه به علت توانایی یا مهارت ذاتی موفق شوند.